# Miss Belgique 2018
Miss Belgique 2018, 85e élection de Miss Belgique, s’est déroulée le 13 janvier 2018 à La Panne. 
Le concours a été présenté par Véronique De Kock, Miss Belgique 1995 et Patrick Ridremont, comédien et réalisateur belge. Il a été diffusé sur AB3 en Wallonie et sur FOX en Flandre.
La gagnante, Angeline Flor Pua, succède à Romanie Schotte, Miss Belgique 2017.

## Classement final
| Titre              | Candidates |
| ------------------ | --- |
| Miss Belgique 2018 | - Anvers - Angeline Flor Pua |
| 1re dauphine       | - Namur - Zoé Brunet |
| 2e dauphine        | - Anvers - Dhenia Covens |
| 3e dauphine        | - Limbourg - Lotte Vanlingen |
| 4e dauphine        | - Flandre occidentale - Hélène Frederiks |
| 5e dauphine        | - Limbourg - Vanille Seurs |
| Top 12             | - Brabant flamand - Didem Çelebi - Brabant wallon - Barbara Bierlier - Brabant wallon - Julia Griffi - Hainaut - Britany Thiry - Flandre occidentale - Alycia Vandenabeele - Flandre occidentale - Caroline Delforge                                                   |
| Top 20             | - Anvers - Shakila Allahyar - Anvers - Xenia Goysens - Brabant flamand - Jasmien Mollekens - Brabant flamand - Laura Smeyers - Bruxelles - Olivia Simmons - Flandre occidentale - Alexia Coussement - Flandre occidentale - Aloysi Desnouck - Liège - Giovanna Verolla |

## Candidates
| Titre régional                           | Nom                  | Âge    | Domicile             | N° | Élue le                      |
| ---------------------------------------- | -------------------- | ------ | -------------------- | -- | ---------------------------- |
| Crown Card de Miss Anvers                | Shakila Allahyar     | 21 ans | Anvers               | 28 | 17 septembre 2017 à La Panne |
| Miss Hainaut                             | Cassi Bellavia       | 18 ans | La Louvière          | 18 | 27 août 2017 à Colfontaine   |
| Miss Brabant wallon                      | Barbara Bierlier     | 18 ans | Chaumont-Gistoux     | 24 | 9 septembre 2017 à Bruxelles |
| Miss Namur                               | Zoé Brunet           | 17 ans | Jemeppe-sur-Sambre   | 22 | 27 août 2017 à Colfontaine   |
| Miss Brabant flamand                     | Didem Çelebi         | 19 ans | Wezembeek-Oppem      | 4  | 9 septembre 2017 à Bruxelles |
| 2e dauphine de Miss Flandre occidentale  | Alexia Coussement    | 23 ans | Moen                 | 1  | 17 septembre 2017 à La Panne |
| 2e dauphine de Miss Anvers               | Dhenia Covens        | 24 ans | Vremde               | 27 | 17 septembre 2017 à La Panne |
| 1re dauphine de Miss Flandre orientale   | Gaëlle Debruyne      | 19 ans | Destelbergen         | 3  | 17 septembre 2017 à La Panne |
| 2e dauphine de Miss Namur                | Laurianne Delestinne | 20 ans | Bossière             | 26 | 27 août 2017 à Colfontaine   |
| Crown Card de Miss Flandre occidentale   | Caroline Delforge    | 18 ans | Roulers              | 6  | 17 septembre 2017 à La Panne |
| Crown Card de Miss Flandre occidentale   | Aloysi Desnouck      | 18 ans | Adinkerke            | 5  | 17 septembre 2017 à La Panne |
| 1re dauphine de Miss Anvers              | Xenia Goysens        | 18 ans | Deurne               | 19 | 17 septembre 2017 à La Panne |
| 1re dauphine de Miss Brabant wallon      | Julia Griffi         | 23 ans | Tubize               | 8  | 9 septembre 2017 à Bruxelles |
| Miss Luxembourg                          | Daphné Fanon         | 20 ans | Durbuy               | 16 | 27 août 2017 à Colfontaine   |
| Miss Anvers                              | Angeline Flor Pua    | 22 ans | Borgerhout           | 15 | 17 septembre 2017 à La Panne |
| Miss Flandre occidentale                 | Hélène Frederiks     | 23 ans | Bellegem             | 11 | 17 septembre 2017 à La Panne |
| 2e dauphine de Miss Bruxelles            | Magali Hadji         | 19 ans | Anderlecht           | 30 | 9 septembre 2017 à Bruxelles |
| 2e dauphine de Miss Hainaut              | Kimberley Hallaert   | 18 ans | Manage               | 10 | 27 août 2017 à Colfontaine   |
| 2e dauphine de Miss Brabant flamand      | Jasmien Mollekens    | 20 ans | Affligem             | 7  | 9 septembre 2017 à Bruxelles |
| 1re dauphine de Miss Liège               | Els Salve            | 20 ans | Vottem               | 14 | 27 août 2017 à Colfontaine   |
| Miss Limbourg                            | Vanille Seurs        | 18 ans | Hasselt              | 29 | 16 septembre 2017 à La Panne |
| Miss Bruxelles                           | Olivia Simmons       | 19 ans | Bruxelles            | 12 | 9 septembre 2017 à Bruxelles |
| 1re dauphine de Miss Brabant flamand     | Laura Smeyers        | 20 ans | Kapelle-op-den-Bos   | 17 | 9 septembre 2017 à Bruxelles |
| 1re dauphine de Miss Hainaut             | Britany Thiry        | 22 ans | Quaregnon            | 2  | 27 août 2017 à Colfontaine   |
| 1re dauphine de Miss Flandre occidentale | Alycia Vandenabeele  | 20 ans | Deerlijk             | 25 | 17 septembre 2017 à La Panne |
| Crown Card de Miss Anvers                | Judy Van de Vyver    | 20 ans | Zwijndrecht          | 13 | 17 septembre 2017 à La Panne |
| Miss Flandre orientale                   | Émilie Van Ooteghem  | 19 ans | Zwijnaarde           | 23 | 17 septembre 2017 à La Panne |
| 1re dauphine de Miss Limbourg            | Lotte Vanlingen      | 18 ans | Houthalen-Helchteren | 9  | 16 septembre 2017 à La Panne |
| Miss Liège                               | Giovanna Verolla     | 18 ans | Herstal              | 20 | 27 août 2017 à Colfontaine   |
| Crown Card de Miss Anvers                | Justine Willemse     | 22 ans | Arendonk             | 21 | 17 septembre 2017 à La Panne |

## Déroulement de la cérémonie

### Prix distribués
| Prix                                          | Nom                                                                 |
| --------------------------------------------- | ------------------------------------------------------------------- |
| Miss Sympathie                                | Miss Luxembourg - Daphné Fanon Anvers - Justine Willemse (ex-aequo) |
| Miss Talent                                   | Flandre occidentale - Aloysi Desnouck                               |
| Miss Média social (Miss Social Media)         | Brabant flamand - Didem Çelebi                                      |
| Miss Quiz                                     | Hainaut - Britany Thiry                                             |
| Miss Beach (la plus belle fille sur la plage) | Anvers - Dhenia Covens                                              |
| Miss Model                                    | Namur - Zoé Brunet                                                  |
| Miss Sport                                    | Brabant flamand - Laura Smeyers                                     |

## Observations